# My Love Is Pink
"My Love Is Pink"  é uma canção do girl group britânico Sugababes, como segundo single do quinto álbum de estúdio do grupo Change (2007). Foi escrito pelas integrantes da banda Keisha Buchanan e Heidi Range em colaboração com a equipe de composição e produção Xenomania, que produziu a música. "My Love Is Pink" é uma música pop dance e electro uptempo, que lembra as canções gravadas pelo grupo feminino britânico, Girls Aloud. A música foi lançada em 10 de dezembro de 2007 no Reino Unido e na Irlanda como o segundo single do álbum. Recebeu críticas mistas dos críticos, que elogiaram a composição e o som, mas criticaram seu conteúdo lírico. A música alcançou o número cinco no gráfico do Commercial Pop Club do Reino Unido e no número 51 no Slovakian Singles Chart. As Sugababes cantaram "My Love Is Pink" no Oxegen Festival 2008.

## Composição
"My Love Is Pink" foi escrito pelas integrantes dos Sugababes, Keisha Buchanan e Heidi Range, em colaboração com a equipe britânica de composição e produção Xenomania, composta por Miranda Cooper, Brian Higgins, Tim Powell, Lisa Cowling e Nick Coler. Higgins e Xenomania produziram a música. Foi mixado por Powell e Higgins; programou-o com Cooper e Gray. "My Love Is Pink" foi enviado as lojas digitais no Reino Unido e na Irlanda em 10 de dezembro de 2007 como o segundo single do Change (2007).
A canção é uma música pop, dance e electro uptempo. A instrumentação é fornecida por teclados e guitarra. Nick Levine, da Digital Spy, a descreveu como um "hino ligeiramente desquiteado que opera no ponto do electro dos dos anos noventa". Vários críticos observaram semelhanças entre a música e as interpretadas pelo grupo feminino britânico, Girls Aloud. "My Love Is Pink" também foi considerado pelos críticos como um hino gay.

## Recepção

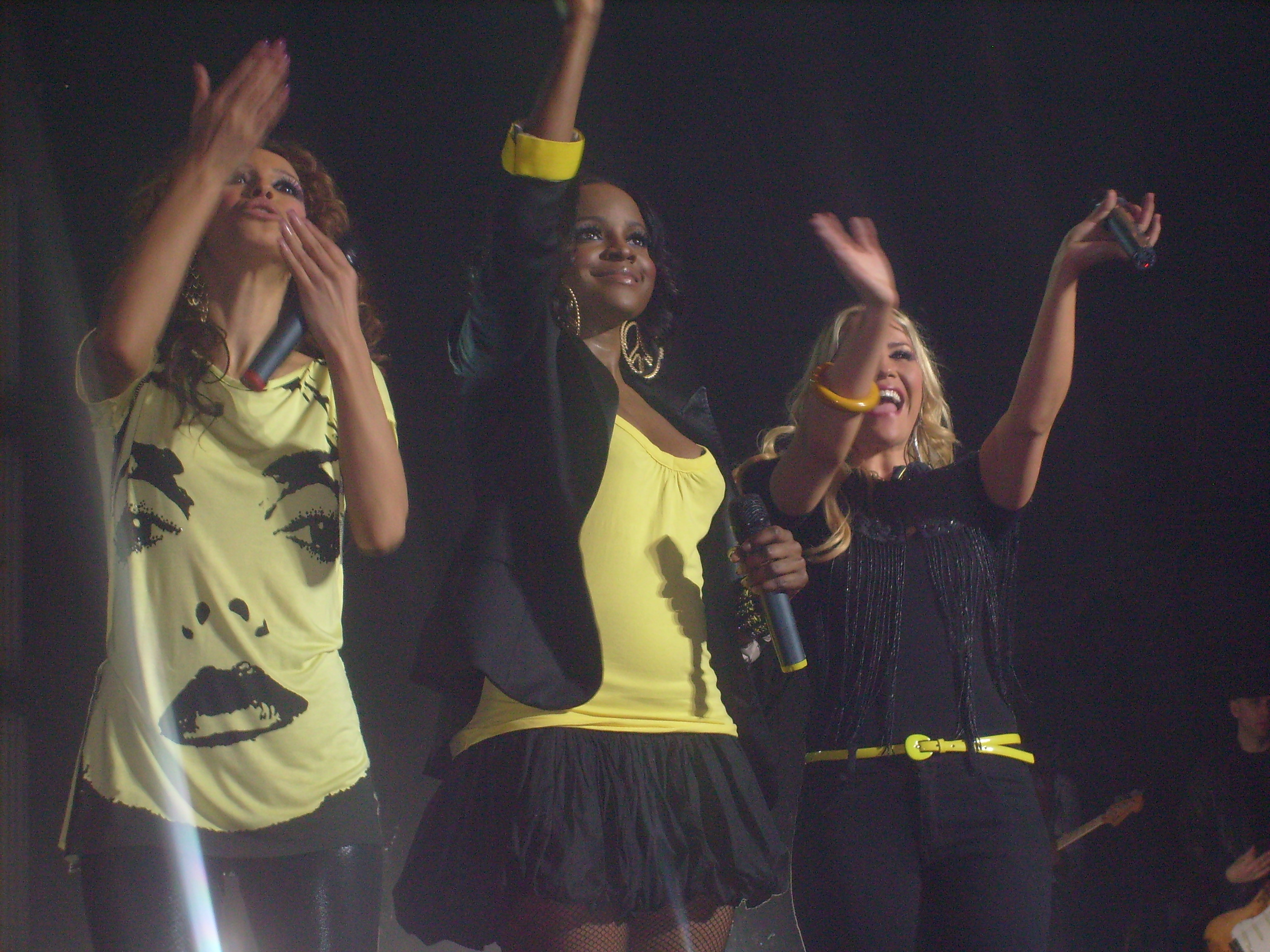
As Sugababes performaram ao vivo a canção na Change Tour em 2008.

A música recebeu críticas mistas dos críticos, que eram ambivalentes em relação à sua composição. Thomas H Green, do The Daily Telegraph, descreveu-o como "pop beligerantemente efervescente". Alexis Petridis, do The Guardian, classificou a música como "propulsor" e considerou-a como um exemplo elegante de "marca registrada inteligente, pop referencial". Victoria Segal de The Times, descreveu "My Love Is Pink" como indestrutível e escreveu que confirma o status do grupo como "uma banda biónica". Lauren Murphy da Entertainment Ireland, caracterizou-a como uma das "faixas emocionantes" do álbum, enquanto o Tom Young da BBC, elogiou a música como "uma descara faixa do Girls Aloud". De acordo com Leon McDermott do The Sunday Herald, a música "grita e se silencia com seu brio atrevido". Um crítico do The Liverpool Daily Post & Echo, o considerou um dos destaques do álbum.
No entanto, as letras da música eram um ponto focal para a crítica. Andy Gill, do The Independent, descartou-o como um "eufemismo muito longe", enquanto Keith Bruce, do Sunday Herald, chamou a música de "horrível". Gavin Martin do Daily Mirror, descreveu a faixa como um "alegre, mas um reflexo pálido do passado G.A.Y. glorioso do disco". A revista Hot Press, Pete Murphy, sentiu que a música era uma destruição e chamou-a de "forragem de pista de dança folheada com uma batida de sofisticada, urbana e afro-caribenha". Um escritor de The Scotsman, afirmou que considerava a música como "outro daqueles toques anônimos, produzidos em massa cantados por uma vocalista sem rosto". Após o lançamento do single, "My Love Is Pink" atingiu o pico de número cinco no gráfico do Commercial Pop Club do Reino Unido e no número 51 no Slovakian Singles Chart.

## Performances ao vivo
"My Love Is Pink" foi incluído na set list para a Change Tour de 2008 das Sugababes, no qual usavam vestidos de prata e plástico. O trio cantou a música no festival Oxegen 2008 como parte do set-list, que incluiu os singles número um "Freak Like Me", "Round Round", "Hole in the Head", "Push the Button" e "About You Now".

## Faixas
- Digital single[2]

1. My Love Is Pink (versão do rádio) – 3:44

## Posição nas paradas
| Chart (2008)                                 | Peak position |
| -------------------------------------------- | ------------- |
| Eslováquia (Rádio Top 100)                   | 51            |
| Reino Unido (Music Week Commercial Pop Club) | 5             |

## Histórico de lançamento
| País        | Data                   | Formato          | Gravadora      |
| ----------- | ---------------------- | ---------------- | -------------- |
| Irlanda     | 10 de dezembro de 2007 | Download digital | Island Records |
| Reino Unido | 10 de dezembro de 2007 | Download digital | Island Records |